# Иншино
Иншино — деревня в муниципальном округе Егорьевск Московской области России. Входит в культурно-историческую местность Леоновщина.

## История
Упоминается с 1577 года в составе Крутинской волости Коломенского уезда. 
До 1954 года — центр Иншинского сельсовета.
До 2015 года входила в состав сельского поселения Саввинское.
В 2015 году вошла в состав городского округа Егорьевск, образованного в том же году путем упразднения Егорьевского района и объединения всех его поселений в единый городской округ.

## Демография
Население — 118 человек (2010).
| 1859 | 1868 | 1885 | 1905 | 1926 | 2002 | 2006 |
| ---- | ---- | ---- | ---- | ---- | ---- | ---- |
| 556  | ↗606 | ↗711 | ↘644 | ↘553 | ↘41  | ↗46  |
| 2010 |      |      |      |      |      |      |
| ↗118 |      |      |      |      |      |      |